# Belize-i dollár
A belize-i dollár Belize hivatalos pénzneme. Árfolyama szigorúan az amerikai dollárhoz kötött, 1978 óta 1 dollár 2 belizei dollárral egyenlő. Valamennyi forgalmi érmén és bankjegyen II. Erzsébetnek, mint Belize királynőjének portréja szerepel fő motívumként.

## Története
Az amerikai dollárral egyenértékű helyi dollár elvileg 1873-ban váltotta fel a font sterlinget Brit Hondurasban. Helyi érmék és bankjegyek azonban csak évekkel később jelentek meg. 1973-ban a gyarmat átkeresztelésével egy időben neve brit hondurasiról belizei dollárra változott.

## Érmék
| Kép | Névérték | Műszaki paraméterek | Műszaki paraméterek | Műszaki paraméterek |
| Kép | Névérték | Átmérő              | Tömeg               | Összetétel          |
| --- | -------- | ------------------- | ------------------- | ------------------- |
|     | 1 cent   | 19,51 mm            | 0,79 g              | alumínium           |
|     | 5 cent   | 20,19 mm            | 1,045 g             | alumínium           |
|     | 10 cent  | 17 mm               | 2,4 g               | kuprónikkel         |
|     | 25 cent  | 23,6 mm             | 5,655 g             | kuprónikkel         |
|     | 50 cent  | 27,74 mm            | 9.07 g              | kuprónikkel         |
|     | 1 dollár | 26 mm               | 9 g                 | nikkel-vas          |

A forgalmi érmék előoldalán II. Erzsébet királynő portréja szerepel, hátoldalukon pedig értékjelzés látható, kivéve az 1 dollárost, melyen Kolumbusz hajóinak ábrázolása van, előtérben a Santa Maria-val. Érdekesség, hogy a cent érmék hátoldali dizájnja eredetileg 1885-1894 között, Viktória királynő uralkodása idején került bevezetésre, előlapjukon az Imperial State Crown-t viselő ifjú II. Erzsébet ábrázolás 1953-ból származik, s kizárólag az egykori brit koronagyarmatok és Jersey érméin szerepelt. Az 1990-ben bevezetett 1 dollároson ellenben a királynő Raphael Maklouf tervezte, 1985-ből származó, IV. György király koronáját viselő képmása látható.

## Bankjegyek
Belize-i dollárból jelenleg 2, 5, 10, 20, 50 és 100 dolláros bankjegyek vannak forgalomban. Az 1 dolláros címletet 1990-ben érmére cserélték.